# Караџић (часопис)
Караџић је месечни лист, који је излазио  периоду од 1899. до 1904. године у Алексинцу. Био је то лист за српски народни живот, обичаје и предање, који је уређивао, тада професор алексиначке учитељске школе, др Тихомир Ђорђевић. Часопис је штампала Штампарија Мате Јовановића, која се налазила у Кнез Михаиловој улици број 24 у Београду.

## Оснивање
На скупу Српске Краљевске Академије Философских Наука 9. марта 1892. године, академик Стојан Новаковић истакао је у свом говору да је српској науци потребан зборник, у коме ће се налазити сакупљени народни обичаји, умотворине, песме, игре и све оно што карактерише наш народ. Као пример неговања и сакупљања народних предања навео је пример Вука Караџића, који је био свестан њиховог значаја за науку. Са жељом да се настави истим путем, Академија је основала Српски Етнографски Зборник.
Након овог догађаја, Тихомир Ђорђевић је предложио да се оснује друштво, које ће имати задатак да проучава, штампа и спаси од заборава ствари из српског народног живота и на тај начин учини услугу и српском народу и Српској Краљевској Академији и њеном Зборнику. Међутим, овај предлог није прихваћен и због тога је Ђорђевић одлучио да сам покрене лист, са жељом да допринесе очувању српске културне баштине.
Задатак овог листа био је да пробуди интерес за српски народни живот, обичаје и предања и да прикупља и проучава градиво из српског народног живота, обичаја и предања и свега што се на то односи, а по могућству да прати и оно што се у других народа на томе ради. Такође, Ђорђевић је имао жељу да око свог листа окупи све оне који су се интересовали за српски народни живот и српске народне обичаје и традицију. Позивао је све заинтересоване да запишу оно што сазнају, јер је наш народ тиме изузетно богат.

## Сарадници
Караџић је сваке године на првој страници часописа наводио листу имена својих сарадника, којих је било доста. Међу њима су били људи из света књижевности, многи професори, учитељи као и ђаци и људи различитих занимања из целе Краљевине Србије.